# Nemcovce (Bardejov)
Nemcovce (bis 1927 slowakisch auch „Nemčovce“; ungarisch Tapolynémetfalu – bis 1907 Taplinémetfalu) ist eine Gemeinde im Osten der Slowakei mit 252 Einwohnern (Stand 31. Dezember 2024). Sie gehört zum Okres Bardejov, einem Kreis des Prešovský kraj, und wird zur traditionellen Landschaft Šariš gezählt.

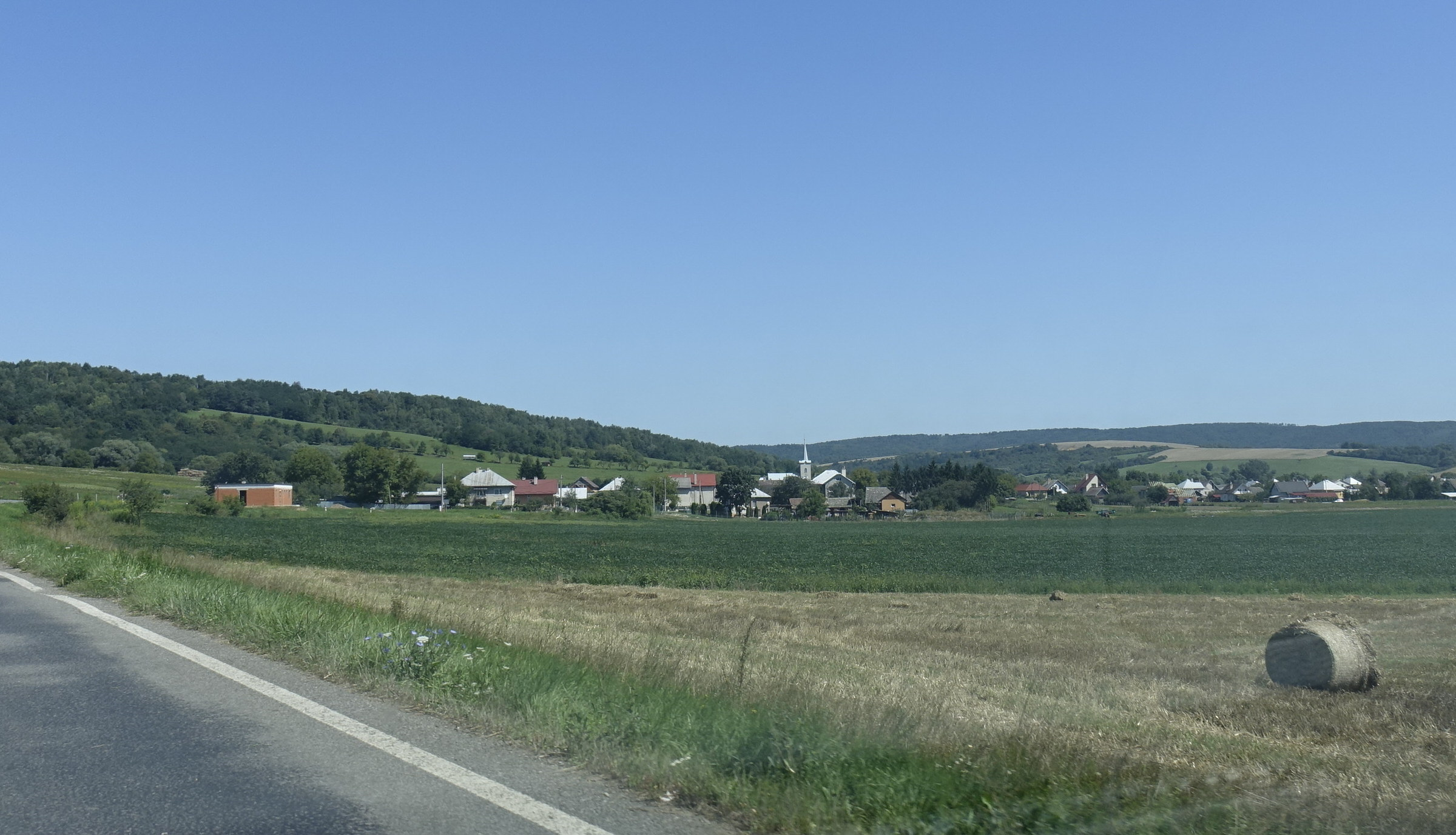
Nemcovce

## Geographie
Die Gemeinde befindet sich in den Niederen Beskiden, noch genauer im Bergland Ondavská vrchovina, im Tal der Topľa. Das Ortszentrum liegt auf einer Höhe von 209 m n.m. und ist 21 Kilometer von Bardejov entfernt (Straßenentfernung).
Nachbargemeinden sind Kurima im Norden, Kučín im Osten und Süden, Porúbka im Südwesten, Hankovce im Westen und Poliakovce im Nordwesten.

## Geschichte
Nemcovce wurde zum ersten Mal 1320 als Harthmanhely schriftlich erwähnt und leitet die ursprüngliche Bezeichnung vom deutschen Namen Hartmann, wie der erste Schultheiß hieß, ab. Mit dem Schultheiß kamen deutsche Kolonisten und später erhielt der Ort den Namen Nemcovce oder Németfalu (1427 in der Form Nemethfalu nachgewiesen), frei übersetzt Deutschendorf. 1427 wurden 30 Porta verzeichnet, die dem Geschlecht Perényi in der Herrschaft von Kučín gehörten. Später verarmten die Bauernfamilien zu Untermietern oder wanderten aus. Im 16. Jahrhundert kam das Dorf zum Herrschaftsgebiet der Burg Scharosch.
1787 hatte die Ortschaft 24 Häuser und 195 Einwohner, 1828 zählte man 27 Häuser und 226 Einwohner (darunter zahlreiche Untermieter), die als Landwirte, Viehhalter, Weber, Korbmacher, Töpfer und Hersteller von Holzwerkzeugen beschäftigt waren.
Bis 1918 gehörte der im Komitat Sáros liegende Ort zum Königreich Ungarn und kam danach zur Tschechoslowakei beziehungsweise heute Slowakei. In der Zeit der ersten tschechoslowakischen Republik wanderte ein Teil der Einwohner aus. Nach dem Zweiten Weltkrieg pendelte ein Teil der Einwohner zur Arbeit in Industriebetriebe in Bardejov, die Ackerböden wurden durch privat agierende Landwirte gepflegt.

## Bevölkerung
| Jahr                | 1994 | 2004    | 2014    | 2024    |
| ------------------- | ---- | ------- | ------- | ------- |
| Anzahl der Personen | 266  | 261     | 255     | 252     |
| Unterschied         |      | −1,87 % | −2,29 % | −1,17 % |

| Jahr                | 2023 | 2024    |
| ------------------- | ---- | ------- |
| Anzahl der Personen | 265  | 252     |
| Unterschied         |      | −4,90 % |

Nach der Volkszählung 2011 wohnten in Nemcovce 257 Einwohner, davon 256 Slowaken und ein Pole.
210 Einwohner bekannten sich zur römisch-katholischen Kirche, 44 Einwohner zur Evangelischen Kirche A. B., zwei Einwohner zur griechisch-katholischen Kirche und ein Einwohner zur orthodoxen Kirche.

## Baudenkmäler
- römisch-katholische Kirche Sieben Schmerzen Mariens aus dem Jahr 1975

## Verkehr
Durch Nemcovce führt die Cesta III. triedy 3510 („Straße 3. Ordnung“) zwischen Kochanovce und Kučín.